# Discovery People
Discovery People foi uma rede norte-americana de televisão a cabo. O canal foi lançado em 31 de março de 1997 pela CBS como CBS Eye on People, e apresentava notícias e histórias de interesse humano da CBS News.
O canal sofreu perdas significativas, em parte porque poucos provedores de cabo estavam dispostos a carregá-lo. Ao final de seu primeiro ano no ar, ele estava disponível em apenas 11 milhões de lares, menos da metade do que a maioria dos canais a cabo precisa para ter lucro. Em meados de 1998, foi anunciado que a Discovery Communications compraria 50% do canal e assumiria o controle operacional. Neste período, removeu "CBS" de seu título para se tornar simplesmente Eye on People.
Em 11 de janeiro de 1999, a Discovery comprou a rede da CBS Corporation e a renomeou como Discovery People. A Discovery continuou a licenciar a programação da CBS, combinando-a com parte de sua própria programação.
A Discovery Communications começou a remover gradualmente as operações do Discovery People, utilizando a distribuição do canal para outras redes. Para clientes da DirecTV, o canal foi substituído pelo Discovery Health em 1 de dezembro de 1999. Em fevereiro de 2000, a Discovery anunciou a extinção do canal.